# Dimítris Papadákis
Pour les articles homonymes, voir Papadakis.
Dimítris Papadákis, né le 22 août 1966 à Famagouste (Ammochostos, est un homme politique chypriote, membre du Mouvement pour la démocratie sociale.

## Biographie

### Formation et carrière professionnelle
Diplômé de l'Université d'économie d'Athènes en 1993, Dimítris Papadákis a jusqu'en 2005 exercé comme travailleur indépendant dans le domaine de la publicité.

### Carrière politique
Actif au sein du Mouvement pour la démocratie sociale depuis la fin des années 1980, Dimítris Papadákis a été élu au Parlement européen lors des élections européennes de 2014. Il y siège au sein de l'Alliance progressiste des socialistes et démocrates.
Il est réélu aux élections de 2019.